# Cyrtodactylus wakeorum
Cyrtodactylus wakeorum är en ödleart som beskrevs av  Bauer 2003. Cyrtodactylus wakeorum ingår i släktet Cyrtodactylus och familjen geckoödlor. IUCN kategoriserar arten globalt som otillräckligt studerad. Inga underarter finns listade i Catalogue of Life.